# Frederick Gowland Hopkins
Sir Frederick Gowland Hopkins OM (1861. június 20., Eastbourne – 1947. május 16., Cambridge)  angol biokémikus, a Royal Society tagja. 1929-ben Christiaan Eijkmannal megosztva megkapta a fiziológiai Nobel-díjat "a növekedésserkentő vitaminok felfedezéséért". 1902-ben ő izolálta először a triptofán aminosavat. 1930 és 1935 között a Royal Society elnöke volt.

## Tanulmányai
Frederick Hopkins 1861. június 20-án született a Sussex megyei Eastbourne-ban, id. Frederick Hopkins és Elizabeth Hopkins (lánykori nevén Gowland) gyermekeként. A természettudományok iránt élénken érdeklődő apjának könyvesboltja volt Londonban, a Bishopsgate Street-en; azonban meghalt amikor ifjabb Frederick még kisgyerek volt. Özvegy édesanyja agglegény nagybátyja segítségével nevelte fel Eastbourne-ben. Fredericket gyerekkorában inkább az irodalom és költészet érdekelte, míg anyja nem ajándékozott neki egy mikroszkópot: akkortól kezdve lelkesen tanulmányozta a tengerpart élőlényeit.
1871-ben Enfieldbe költöztek. Itt a City of London Schoolba járt, ahonnan viszont kicsapták, mert (állítása szerint unalmában) csavargott. Magániskolában, kitűnő eredményekkel fejezte be a középiskolát, már ekkor megjelent egy cikke egy tudományos folyóiratban a pöfögő futrinkáról. 17 évesen nagybátyja szerzett neki egy állást egy biztosítótársaságnál. Apja unokatestvérének tanácsára fél év után otthagyta hivatalnoki munkáját és a vegyészettel kezdett foglalkozni. Húszéves korig egy vasúttársaság analitikai kémikusának segédje volt, majd elvégzett egy tanfolyamot a Királyi Bányászati Főiskolán (The Royal School of Mines), utána pedig felvételizett a University College London Kémiai Intézetébe. A felvételi vizsgán mérgekkel kapcsolatos tudásával úgy lenyűgözte Thomas Stevenson törvényszéki orvost, hogy azonnal felvette asszisztensének. Laboratóriumi munkája mellett B.Sc. diplomát is szerzett az egyetemen, majd 1888-ban, 28 évesen elnyert egy ösztöndíjat és a Guy's Hospitalban elkezdte orvosi tanulmányait. Diplomáját 1894-ben kapta meg; ezután a Guy’s Hospitalban toxikológiát és élettant oktatott.

## Pályafutása
Hopkins négy évig volt az intézmény tanára, eközben esténként egy magánlaboratóriumban végezte kutatásait. 1898-ban az Élettani Társaság ülésén találkozott Sir Michael Fosterrel, aki meghívta a Cambridge-i Egyetem kutatójának. Szerény 200 fontos fizetését magánórákkal egészítette ki és Thomas Stevenson halála után a belügyminisztérium igazságügyi szakértőjeként is kapott némi jövedelmet. 1902-től biokémiát adott elő az egyetemen, 1910-ben pedig a Cambridge-i Egyetem Trinity College-ének hivatalos tagja lett. 1914-ben őt választották a biokémiai tanszék vezetőjévé és ezzel együtt professzori címet kapott. 

### Tudományos munkássága

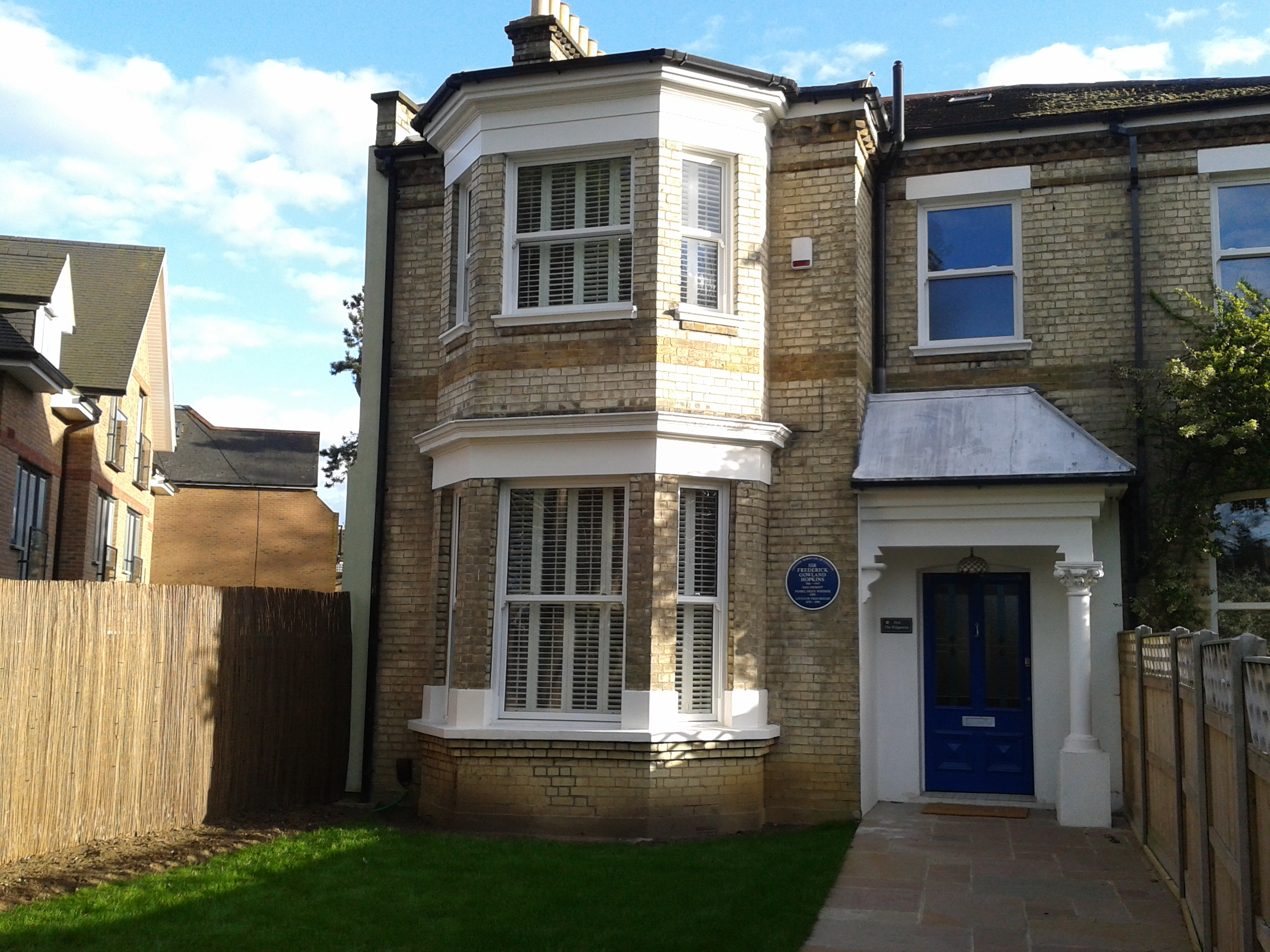
Az enfieldi ház, ahol Hopkins 1878 és 1898 között lakott

Hopkins első jelentősebb önálló kutatási témája a lepkeszárnyak pigmentjeinek kémiai analízise volt. Első ilyen témájú cikke 1889-ben jelent meg, de valamennyi eredményét csak 1896-ban közölte. Kimutatta, hogy a pillangók szárnyában a fehér, áttetsző anyag valójában az anyagcsere egyik mellékterméke: húgysav. Ehhez kapcsolódóan kidolgozott egy klinikai laboratóriumi módszert a húgysav vizeletből való kimutatására, amit sokáig rutinszerűen alkalmaztak.
Cambridge-i tartózkodásának kezdetén rájött, hogy a fehérjék kimutatására alkalmazott Adamkiewicz-reakcióban valójában nem az ecetsav reagál, hanem annak szennyezőanyaga, a glioxálsav. Sikerült izolálni a fehérjékben azt az összetevőt, ami a reakcióban a jellegzetes lila színt adta és így felfedezte a triptofán aminosavat. 1907-ben kimutatta, hogy azok az egerek, amelyek tápjába triptofánt kevernek, hosszabb ideig élnek, így az elsők között mutatott rá a táplálék kémiai összetételének fontosságára. Ezután mesterséges tejet próbált összeállítani, de a kísérleti állatok megbetegedtek, annak ellenére, hogy az ételük minden ismert fontos anyagot (fehérjét, zsírt, szénhidrátot) tartalmazott. Egy 1912-es cikkében összefoglalta addigi egéretetéses vizsgálatait és kimondta, hogy a táplálékban kis mennyiségű és ismeretlen összetételű, de az egészség fenntartásához feltétlenül fontos anyagoknak kell jelen lennie (amiket ugyanebben az évben a lengyel Kazimierz Funk nevezett el vitaminoknak).
Az első világháborúban az élelmiszerek összetételét vizsgálta és felfedezte, hogy a margarinban nincs A és D-vitamin, ezért egészségtelenebb a vajnál. Javaslatára az 1920-as években vitaminnal kezdték dúsítani a margarint.
A háború után az alapvető anyagcserefolyamatokat kutatta, elsősorban az oxidációs reakciókat. Eközben 1921-ben felfedezte a glutationt, ami a szervezet egyik fontos antioxidánsa és javaslatot tett szerkezetére (később kiderült, hogy valamivel bonyolultabb Hopkins elképzelésénél). Walter Fletcherrel közösen bebizonyította, hogy az izomban a fizikai munka során tejsav halmozódik fel.
1929-ben Frederick Hopkins a vitaminok felfedezéséért megkapta a fiziológiai Nobel-díjat (megosztva a holland Christiaan Eijkmannal, aki rájött, hogy a beriberit a hiányos táplálkozás okozza) 

## Elismerései
- 1918 - Royal-érem
- 1925 - V. György király lovagi címet adományozott neki
- 1926 - Copley-érem
- 1929 - Fiziológiai és orvostudományi Nobel-díj
- 1934 - Albert-érem
- 1935 - Order of Merit

1905-től a Royal Society tagja, 1930 és 1935 között pedig a társaság elnöke.

## Családja
1898-ban Hopkins feleségül vette Jessie Anne Stevenst. Két lányuk született, Barbara és Jacquetta Hopkins: utóbbi második házasságát a híres angol íróval, J. B. Priestleyvel kötötte.
Frederick Hopkins 1947. május 16-án halt meg Cambridge-ben, 85 éves korában. 